# Rachel Janait Ben-Zvi

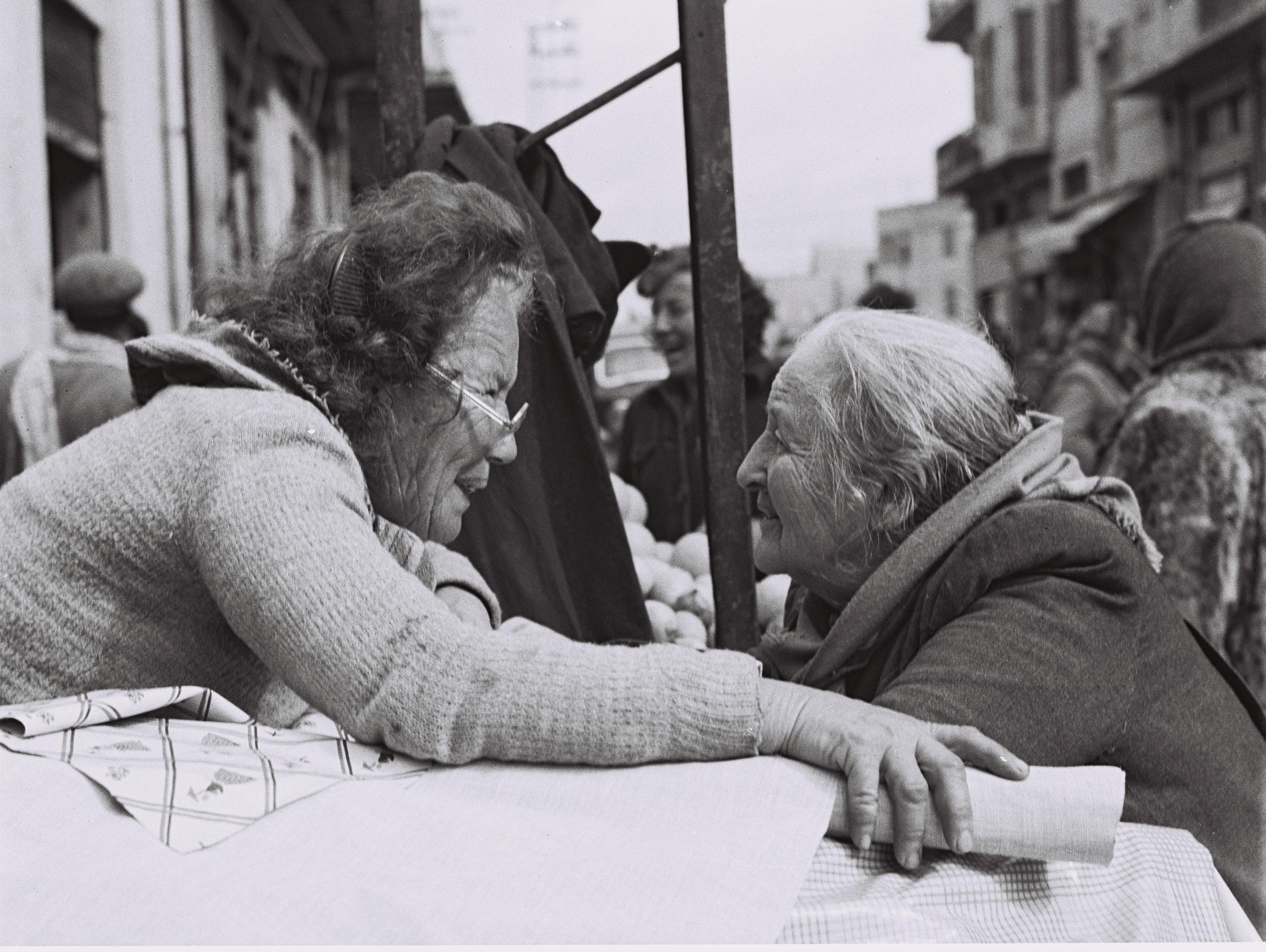
Rachel Ben-Zvi (links) auf dem Carmel-Markt (Tel Aviv) 1950

Rachel Janait Ben-Zvi (hebräisch רָחֵל יַנַּאִית בֶּן-צְבִי Rachel Jannaʾīt Ben-Zvī ; * 1886 in Malyn (Ukraine); † 16. November 1979 in Jerusalem) war eine israelische Schriftstellerin und Pädagogin im sozialistischen Zionismus (ציונות סוציאליסטית). Sie war die Ehefrau des zweiten Präsidenten von Israel, Jizchak Ben Zvi.

## Leben
Ben-Zvi wurde 1886 in der Stadt Malyn (Ukraine) unter dem Namen Golda Lishansky geboren. Sie war in der linken zionistischen Partei Poʿalei Zion aktiv. Im Jahr 1908 wanderte sie nach Palästina aus, das damals Teil des osmanischen Mutesarrifliks Jerusalem war und wurde in der Militärorganisation HaSchomer aktiv. Im Jahre 1918 heiratete sie Jizchak Ben Zvi, der ebenfalls bei den Poʿalei Zion und HaSchomer aktiv war. Sie und Ben-Zvi hatten später zwei Söhne.
Ihr Sohn Eli fiel im März 1948 während des Israelischen Unabhängigkeitskriegs.
Im Jahr 1952 wurde ihr Ehemann Präsident des Staates Israel. Als „First Lady“ des Staates Israel öffnete sie das Haus des Präsidenten für Menschen aus allen Schichten der Gesellschaft. Während dieser Zeit publizierte sie zu Themen der Bildung und Verteidigung und ebenso schrieb sie ihre Autobiographie Wir sind Olim (hebräisch אנו עולים anū ʿōlīm), die 1961 veröffentlicht wurde. Nach dem Sechstagekrieg 1967 trat sie der Bewegung für ein Großisrael bei, die die im Krieg eroberten Gebiete annektieren wollte und die später eine Fraktion des sich gründenden Likud wurde. 
Im Jahr 1978 wurde Ben-Zvi mit dem Israel-Preis für ihren besonderen Einsatz für die israelische Gesellschaft und den Staat Israel ausgezeichnet. 
Rachel Ben-Zvi starb am 16. November 1979 in Jerusalem und fand ihre letzte Ruhestätte auf dem Friedhof Har HaMenuchot.